# Micralestes acutidens
Micralestes acutidens és una espècie de peix de la família dels alèstids i de l'ordre dels caraciformes.

## Morfologia
- Els mascles poden assolir 9 cm de longitud total.[4][5]

## Depredadors
A Nigèria és depredat per Hydrocynus forskahlii.

## Alimentació
Menja insectes i llurs larves, crustacis i ous i alevins de peixos.

## Hàbitat
És un peix d'aigua dolça i de clima tropical (22 °C-26 °C).

## Distribució geogràfica
Es troba a Àfrica.